# تلمبه ابوالحسن کمالی
تلمبه ابوالحسن کمالی یک منطقهٔ مسکونی در ایران است که در دهستان بنارویه واقع شده‌است.